# Ferdinando De Masellis
Ferdinando De Masellis (Avellino, 18 gennaio 1874 – Napoli, 1º gennaio 1960) è stato un generale e aviatore italiano, veterano della prima guerra mondiale, dove partecipò alla battaglia di Gorizia, alla battaglia di Caporetto, alla battaglia del solstizio e alla battaglia di Vittorio Veneto. Decorato con la Croce di Cavaliere dell'Ordine militare di Savoia.

## Biografia
Nacque ad Avellino il 18 gennaio 1874. Arruolatosi nella Regio Esercito, entrò in servizio permanente effettivo con il grado di sottotenente nel 1895, e fu assegnato al Regio corpo truppe coloniali nel 1900. Assegnato all'86º Reggimento fanteria, fu promosso tenente il 5 marzo 1899. Divenuto capitano, tra il 1912 e il marzo 1913 prese parte alla repressione della guerriglia in Libia. Rientrato in Italia fu assegnato al battaglione aviatori conseguendo il brevetto di pilota a Pordenone il 13 luglio 1913, e di pilota militare nell'ottobre dello stesso anno. In servizio presso il 30º Reggimento fanteria, il 28 marzo 1915 fu trasferito definitivamente al Corpo Aeronautico Militare. Nel corso iniziale della grande guerra fu comandante della 10ª e della 12ª Squadriglia da ricognizione e combattimento Farman. Promosso maggiore comandò il 4º Gruppo scuole, poi il 3º Gruppo mobilitato aeroplani (poi 3º Gruppo caccia terrestre) ed in seguito l'aeronautica della 6ª, 8ª e 3ª Armata. Prese parte alle battaglie dell'Ortigara, Valbella, Piave e Vittorio Veneto, e dopo la fine del conflitto fu comandante del 2º Raggruppamento aeroplani. Insignito della Croce di Cavaliere dell'Ordine militare di Savoia e promosso colonnello fu in servizio, come presidente della Delegazione Italiana, presso la Commissione interalleata di controllo in Austria.
Ritornato in Patria chiese di essere messo in posizione ausiliaria, casa che gli fu concessa, ma il 20 ottobre 1920 fu richiamato in servizio, rimanendovi fino al 19 febbraio 1922 quando fu definitivamente messo in posizione ausiliaria speciale. Terminò la sua carriera come generale di divisione del Regio Esercito. Si spense a Napoli il 1 gennaio 1960.

### Fonti
1. 1 2 3 4 5 6  Mancini 1936, p. 231.
2. 1 2  Maisto 1948, p. 68.
3. ↑   Bollettino ufficiale delle nomine, promozioni e destinazioni negli ufficiali e sottufficiali del R. esercito italiano e nel personale dell'amministrazione militare, 1899,  p. 133. URL consultato l'11 ottobre 2020.
4. 1 2  Maisto 1948, p. 69.
5. ↑   Bollettino ufficiale delle nomine, promozioni e destinazioni negli ufficiali e sottufficiali del R. esercito italiano e nel personale dell'amministrazione militare, 1915,  p. 456. URL consultato l'11 ottobre 2020.
6. 1 2 3  Ufficio Storico dell'Aeronautica Militare 1969, p. 81.
7. ↑   Bollettino ufficiale delle nomine, promozioni e destinazioni negli ufficiali e sottufficiali del R. esercito italiano e nel personale dell'amministrazione militare, 1922,  p. 535. URL consultato l'11 ottobre 2020.
8. ↑  Sito web del Quirinale: dettaglio decorato.
9. ↑  Gazzetta Ufficiale del Regno d'Italia n.85 dell'11 aprile 1917, pag.1797.